# フラッド (Halo)
フラッド（Flood）は架空の寄生型エイリアンであり、マルチメディアフランチャイズ『Halo』における主要な敵の1つである。2001年のゲーム『Halo: Combat Evolved』で初登場し、『Halo 2』『Halo 3』および『Halo Wars』などのシリーズ作品にも登場している。フラッドは十分な大きさの知的生命体に感染したいという欲求に駆られており、フラッドに感染した生物（同じくフラッドと呼ばれる）も他の宿主を感染させることができる。この寄生体は、古代種族のフォアランナーがフラッド封じ込めの最終手段として、フラッドを飢えさせることで拡散を阻止しようと銀河の全知的生命体を抹殺する人工のリングワールド超兵器「Halo」を構築したことから脅威的な存在として描かれている。
フラッドのデザインとフィクションは、バンジーのアーティストであるロバート・マクリーズが主導し、バンジーの前作「Marathon 2」で使われていたコンセプトを使用した。『Combat Evloved』の舞台であるリングワールド「Halo」は、フラッドの突然の出現をより驚きのあるものにするために、多くの大型生物が取り除かれていた。バンジーの環境アーティストであるVic DeLeonは、『Halo 3』の制作前の6ヵ月間、フラッドの肉感的な美しさに磨きをかけ、フラッドに浸食された宇宙船の有機的な内装をデザインした。
『Combat Evolved』でプレイヤーがフラッドを発見したことはストーリーの大きな捻りであり、レビューでも肯定的に評価されたサプライズの一つである。しかし、『Halo 2』と『Halo 3』でのフラッドの再登場ついては、あまり高い評価を得ていない。フラッドに対する反応は様々であり、一部の批評家はフラッドは独創性が無いまたは陳腐（な存在）と評しているが、他の批評家はコンピュータゲームの最も偉大な悪役の一つに挙げている。

## 制作
フラッドは十分な大きさの知的生命体に感染する寄生型生物として描かれている。フラッドが他のバイオマスを使わずに自らを生産できる最大の自己完結型は「感染形態」である。感染形態は、宿主（生死を問わず）を探し、見つけた宿主に鋭い棘を突き刺してその神経系を利用しようとする。宿主は無力化され、その間に感染形態が宿主の体内に潜り込んで突然変異プロセスを起こし、宿主をフラッドの支配下に置く。感染形態は宿主の体の大きさや状態に応じて、さまざまな特殊な形態に宿主を変化させ、より多くの食物を求め続ける。大型の宿主は長い鞭のような触手を成長させた戦闘用の形態に変わり、ズタズタになり使われなくなった宿主はより多くの感染形態用の孵化器に変えられる。フラッドはまた、フラッドを調整するための形態「キーマインド」も作り出しており、キーマインドの中にはフラッドの進化の頂点である「グレイヴマインド」も含まれる。
フラッドは2001年のゲーム『Halo：Combat Evolved』（開発：バンジー）の開発初期に追加され、フラッドの形態デザインは1997年にはすでに存在していた。バンジーのスタッフであるクリス・ブッチャーは、フラッドの誕生について、「銀河系に広がる帝国を終わらせた忘れられた危機としてのフラッドのアイディアは、優れたSFのかなり基本的な考え方だ。悪いSFもそうだが」とコメントしている。もう1つのインスピレーションは、クリストファー・ローリーの『The Vang』シリーズから得ている。フラッドの初期デザインはバンジーのアーティスト兼ライターであるRobert McLeesが行い、彼は自分がフラッドの「設計者」と考えている。フラッドのルーツはMcLeesがバンジーの過去作『Marathon 2:  Durandal』向けに手掛けた「真菌ゾンビ」のコンセプトアートに反映されている。McLeesはまた、フラッドのすべての初期のコンセプトアートを手掛けた
ウイルスや特定のバクテリアの行動をベースとしたフラッドは「嫌悪と不快」を意図したものであり、McLeesは、いとこの感染した親指の記憶をもとにフラッドの一形態をモデル化した。この生物はかつての戦闘員の体や遺体から作られていたため、アーティストはフラッドの兵士が認識できるようにしつつ、未感染の兵士と区別できるようにシルエットを変更しなければならなかった。時間的制約から多くの概念やアイデアが破棄されており、当初はフラッドがエイリアンのコヴナントのあらゆる種族をフラッドの兵士に変えることを目的としていたが、McLeessは「それを実現するためのリソースがなかった」と回想した。そこでゲームのフィクションを修正して、コヴナントの一部の種族は（フラッドの）戦闘部隊として機能するには小さすぎるか弱すぎることを示唆した。また、技術的にフラッドの様々な形態を作成できなかったため、フラッドは長年の試行錯誤の末に彼らの宿主の形態を最適化し、（デベロッパーが使う）標準化されたテンプレートを作り出したとゲームのフィクションに手続き的に知らせ、同様のモデルの繰り返し使用を分かりにくくした。同様に、敵のフラッドの知性は、ゲーム内の他の敵派閥と同じくらい複雑になることを目指していたが、完全な実装は時間の都合でカットされた。初めはHaloの環境に生息していた恐竜のような陸生野生生物は、ゲームプレイの制約とそれらの存在がフラッドの驚きとインパクトを弱めることへの懸念から削除された。
バンジーはHalo 3ではフラッドの新しい視覚言語が必要だと判断し、フラッドの新形態、有機的なフラッドの地形およびその他のさまざまな変更の開発作業は、当時バンジーのシニア環境アーティストであったVic DeLeonが担当した。変形する新タイプのフラッド「純粋形態」の初期コンセプトでは、クリーチャーが巻きひげを介して様々な武器を扱うことが特徴だったが、フラッド・インフェクターやフラッド・トランスポートのコンセプトのような形態はゲームの最終版には採用されなかった。純粋形態は、3つの根本的に異なる外観の間で変形する必要があったが、3Dで開発およびアニメーション化した際に、見栄えも良いもっともらしい変化を行うのは困難であることがわかった。アーティストのShiKai Wangは、結局は単にやりすぎただけで、その結果は彼らが望んでいたものを下回ったと示唆した。
フラッドが浸食した構造物は、フラッドのバイオマスを相殺するために角ばったデザインになっており、ゲームの人工知能が活用して移動するための表面にもなっている。新たに追加されたものは、多目的に使用できるように設計されており、破裂してフラッドの感染形態を噴出する「成長ポッド」はゲームのテンポを調整したり、瞬時にアクションを起こしたり、ビジュアルを向上させるために追加された。内視鏡写真からさらなるインスピレーションを得た。Halo 3では、寄生体がリアルタイムで敵に感染する能力など、フラッドに新たな機能が追加された。バンジーはHalo 3のグラフィック性能の向上を利用して宿主が突然フラッドの形態に変身する様子をよりドラマチックにしており、2つの異なるキャラクターモデルとスケルトンがリアルタイムで融合および交換された。

## 登場

### ゲーム
フラッドは『Halo：Combat Evolved』の中盤以降のストーリーミッション「343 Guilty Spark」で初めて登場する。敵エイリアンのコヴナントから逃げる人類の一団が、エイリアンのフォアランナーが建設したリングワールド「Halo」に着陸する。人工知能のコルタナは、スーパー兵士のマスターチーフを武器の隠し場所を探している最中に沼地で消息を絶った司令官のジェイコブ・キースの捜索に向かわせ、マスターチーフはコヴナントが誤ってフラッドを解放したことを発見する。キースの部隊は寄生体の兵士になり、キースは地球の位置を知るためにフラッドに尋問され、最終的に同化された。フラッドの出現により、Haloの管理者である人工知能343 ギルティスパークはHaloの防御を起動し、フラッドの発生を防ぐためにマスターチーフの助けを求めた。マスターチーフは、Haloを起動させるとフラッドの拡散を防ぐために（Haloによって）銀河の知的生命体が一掃されることを知り、彼とコルタナは人類の船「ピラー・オブ・オータム」のエンジンを爆発させてリングを破壊し、フラッドのHalo脱出を阻止した。
フラッドは『Halo 2』で再登場し、今作では別のHaloリング「デルタヘイロー」に現れる。デルタヘイローのフラッドは、リングの底に棲む巨大なフラッドの知性体であるグレイヴマインドによって率いられている。グレイヴマインドはマスターチーフとコヴナントの聖戦士「アービター」を集め、コヴナントの指導者がリングを起動するのを阻止する任務を彼らに課した。その間にグレイヴマインドは人類の船「イン・アンバー・クラッド」に浸食し、船をコヴナントの宇宙ステーション「ハイチャリティー」に衝突させた。ハイチャリティーにたどり着いたフラッドは街を一掃し、グレイヴマインドがコルタナを捕獲した。フラッドが拡大する中、コヴナントは寄生体が刑務所から出るのを防ぐために封鎖を行った。
フラッドはHalo 3のミッション「フラッドゲート」にて再登場し、デルタヘイロー周辺の封鎖を逃れた損傷船に乗って地球へと現れた。フラッドの地球侵入を阻止した一方で、マスターチーフとアービターはフラッドとの希薄な同盟関係を結び、フォアランナーの施設「アーク」ですべてのHaloリングの起動を阻止した。脅威を阻止したところでグレイヴマインドはチーフ達に牙をむいた。マスターチーフはハイチャリティーの中心部で戦い、コルタナを解放して街を破壊するが、グレイヴマインドはアークで建設中のHaloで自らの再構築を行おうとしていた。アークが天の川の外にあるため、リングを起動しても現地に蔓延するフラッドのみが破壊されることに気づいたマスターチーフ、アービター、コルタナはHaloの制御室に向かい、リングを起動して脱出した。グレイヴマインドは自分の敗北はフラッドを遅らせるだけで、止めることはできないと警告する。
フラッドは、ゲームのスピンオフ作品『Halo Wars』と『Halo Wars 2』にも登場する。『Halo Wars』では、フォアランナーの施設にはびこるフラッドに遭遇し、最終的には人類の船「スピリット・オブ・ファイア」の乗組員の行動によって全滅させられた。『Halo Wars 2』の拡張「Awakening the Nightmare」では、Banishedがハイチャリティーの残骸を回収する際に、生き残ったフラッドを誤って解放してしまった。フラッドは『Halo Wars 2』の協力プレイモード「ファイアファイト」でも敵として登場する。また、フラッドは『Halo: Spartan Assault』の協力プレイにも登場する。
『Halo 3』で、デベロッパーは新たなマルチプレイヤーゲームタイプ「インフェクション」を追加した。同モードは人間のプレイヤーがフラッドに感染したプレイヤーから身を守り、殺された人間は感染者の仲間に加わるというファンが作成したシナリオをベースとしたラストマン・スタンディングモードである。このゲームモードは『Halo:Reach』、『Halo 4』（モード名が「フラッド」に改称）、『The Master Chief Collection』および『Halo 5』にも登場する。

### その他の登場
2006年のアンソロジー『The Halo Graphic Novel』では『Halo: Combat Evolved』の出来事の中でフラッドが解放されたことを、二つのストーリー「Last Voyage of the Infinite Succor」と「Breaking Quarantine」で展開している。フラッドはゲーム内では知性を持っていることが仄めかされているだけだが、『Halo Graphic Novel』では、フラッドが集合精神を持っており、宿主の知識を急速に吸収していることが描かれている。「Last Voyage of the Infinite Succor」の作家リー・ハンモックは、この物語の根幹について、プレイヤーが遭遇して撃つものではなく、知的な脅威としてのフラッドの真の危険性を表現する方法だと述べた。ハンモックはまた、このストーリーがフラッドの知的な性質を証明し、「彼らが単なる宇宙ゾンビであるという考えを安楽死させたい」と述べた。フラッドの脅威は、アンソロジー『Halo Evolutions』のショートストーリー『The Mona Lisa』でも強調されており、後に同作はモーションコミック化された。
フラッドはまた、本編作品の出来事の数千年前が舞台のグレッグ・ベアの小説三部作『The Forerunner Saga』で大きく取り上げられている。小説『Halo：Silentium』では、フラッドが種の進化を促進し、銀河を形作ると言われていた古代種族「プリカーサー」の残骸であることが明かされる。フォアランナーはプリカーサーを倒し、絶滅の危機に瀕した一部のプリカーサーは自らを生物学的粉末に変えて過去の自分に再生した。時間が経つと粉末は不完全になり、変異原性を持つようになり、他の生物と反応して、最終的にフラッドへと変異していった。フラッドは古代の人類を脅かし、次にフォアランナーをも脅かした。フォアランナーは最終的にHaloアレイを構築して起動し、寄生体の拡散を阻止した。

## 分析

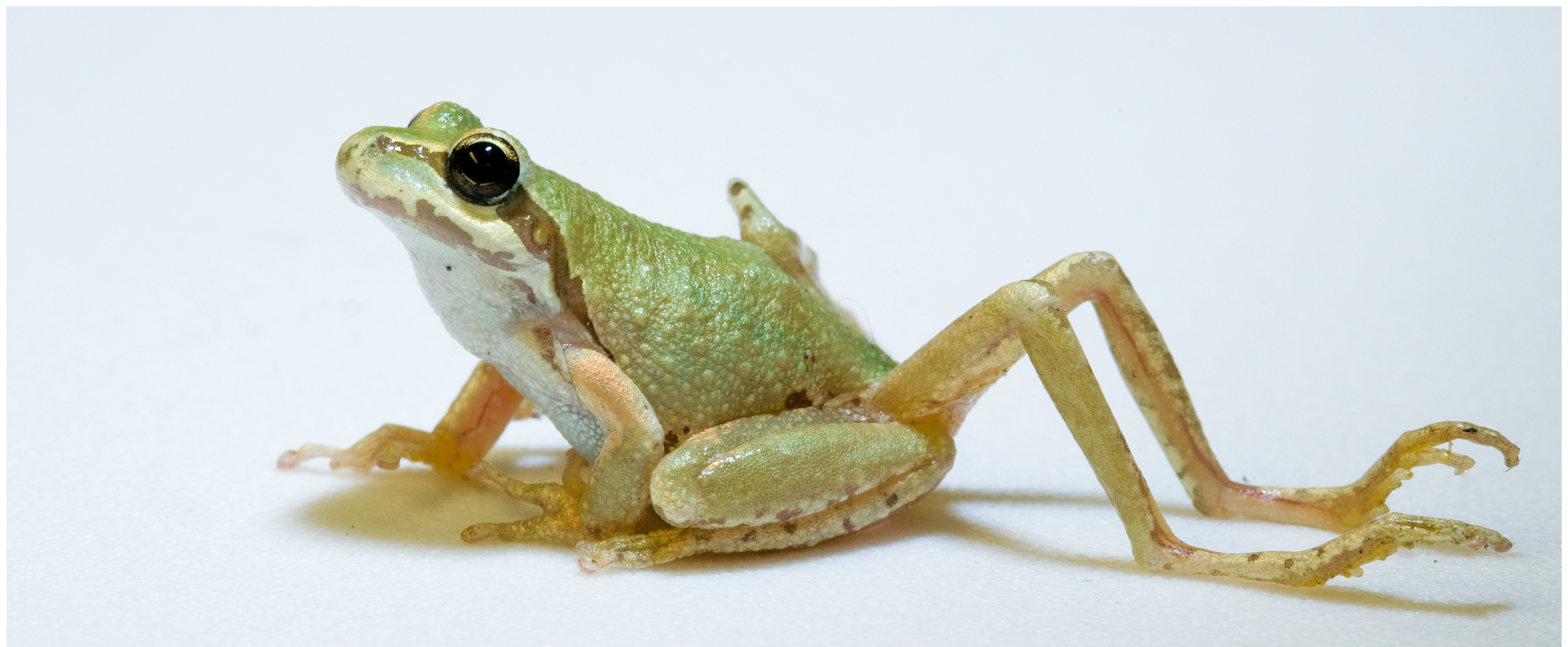
リベイロイアが寄生したこのカエルは、フラッドの戦闘形態のように足が突然変異を起こしている

フラッドの名前はHaloフランチャイズの宗教的な物語から取られた多くの名前の1つである。フラッド、特にグレイヴマインドは悪魔的存在として機能し、マスターチーフがフラッドに遭遇するためにHaloの底に降りるのは地獄への旅に例えられる。Academic P.CのPaulissenは、「フラッド（Flood）」という名前は聖書の大洪水への言及を示唆しており、フォアランナーのアークは聖書と同様にフラッドの破壊力と浄化力からの避難所であると指摘した。
フラッドのライフサイクルと寄生の性質は、現実世界の寄生虫の行動と類似している。フラッドが引き起こす生理学的変化は、ロイコクロリディウムに感染した宿主の目柄の変化やリベイロイアに感染した両生類の奇形の手足を思い起こさせる。また、フラッドが周囲の環境を変化させる習性は、寄生バチのクモヒメバチが蜘蛛の網を身を守るために使うことと類似している。

## 文化的影響

### 商品
フラッドはジョイライドスタジオによって制作された4シリーズのHaloアクションフィギュアに登場している。『Halo：Combat Evolved』向けには、ジョイライドはキャリア形態と感染形態のバンドルを制作した。『Halo 2』シリーズには、ゲームの後に発売された人型戦闘形態と感染形態（マスターチーフとのバンドル）の両方が含まれている。Armchair Empireによるフィギュアのレビューは、ジョイライドのモデルはフラッドの残虐な質感やディテールを完全には表現できていないという感想が述べられている。マクファーレン・トイズはHalo3のアクションフィギュアを制作し、3番目にリリースされたシリーズは人型の戦闘形態を特徴としていた。その他の商品には、Xbox 360アバターの小道具や、フラッドと戦うマスターチーフの限定版の銀メッキ像がある。

### 批評家の評価
『Halo：Combat Evolved』でのフラッドの突然の出現はストーリーの重要な捻りであると考えられ、ゲームを繰り返しプレイした後でもなお恐ろしい瞬間と見なされた。ゲームのプロットについて書いているGamasutraは、Haloのストーリーに重要な逆転をもたらしただけでなく、ストーリーの捻りによってゲームがより面白くなるという例としてフラッドの例を挙げた。ローリング・ストーンとKotakuは、フラッドの登場についてゲームがプレイヤーを用心させ、戦略の調整を余儀なくさせる優れた方法であると考えた。ローリングストーンは、この捻りを「パックマンのゲームの一部ステージでドットが突然攻撃してくるかのような」衝撃的なものだと評した。
Haloでは好評を博したものの、Halo 2とHalo 3でのフラッドの存在についての反応は賛否両論だった。オンラインレビュワーの集団は、明白な理由もなくフラッドがHalo 2に登場したと指摘し、フラッドは相手にしていて「イライラする」と評されただけだった。同様に、ダラス・モーニングニュースのビクター・ゴディネスなどのレビュアーは、フラッドは他のSFのステレオタイプから派生しすぎた「宇宙ゾンビ」として機能していると感じた。Gamecritics.comのDaniel Weissenbergerは、Halo 3のレビューで、フラッドの見た目は以前よりもよくなっているものの、フラッドの単にプレイヤーに押し寄せて来る単一の戦略は、時間が経つにつれて退屈なことがわかったと指摘した。GamesRadarのCharlie Barrattは、フラッドをHaloの最悪の部分として挙げ、フラッド出現前の楽しく、活気に満ち、開かれたと彼が考えるステージと閉鎖空間で意外性の無い敵とを対比させた。
フラッドは最高のゲーム悪役の1つとして認識されており、Wizard Magazine、Game Daily、PC World、Electronic Gaming Monthlyなどのメディアによる最高のゲーム悪役・敵のリストに名を連ねた。MTVはHalo 3でのフラッドの寄生を 2007年の「素晴らしいゲームの瞬間」とみなし、「Xbox 360のグラフィック性能により、鮮明で悲惨な生命体へと蘇り、過去作よりも記憶に残るものとなっている」と述べた。IGNは、フラッドを45番目に優れたコンピュータゲームの悪役としてリストに入れ、最も嫌われているゲームの悪役の1つと述べた。